# Schaatsen op de Olympische Winterspelen 2010 - 500 meter vrouwen
De 500 meter vrouwen op de Olympische Winterspelen 2010 in Vancouver werd op dinsdag 16 februari in de Richmond Olympic Oval in Richmond, Canada verreden.

## Records
| Titelhouder              | Svetlana Zjoerova   | RUS | 76,57 (38,23 - 38,34) | Turijn         |
| Wereldrecord 500 m       | Jenny Wolf          | GER | 37,00                 | Salt Lake City |
| Wereldrecord 2x500 m     | Jenny Wolf          | GER | 74,42 (37,38 - 37,04) | Salt Lake City |
| Olympisch record 500 m   | Catriona LeMay-Doan | CAN | 37,30                 | Salt Lake City |
| Olympisch record 2x500 m | Catriona LeMay-Doan | CAN | 74,75 (37,30 - 37,45) | Salt Lake City |

## Statistieken

### Uitslag
| #      | Naam                 | Land | 1e race | 2e race | Totaaltijd |
| ------ | -------------------- | ---- | ------- | ------- | ---------- |
| Goud   | Lee Sang-hwa         | KOR  | 38,249  | 37,850  | 76,09      |
| Zilver | Jenny Wolf           | GER  | 38,307  | 37,838  | 76,14      |
| Brons  | Wang Beixing         | CHN  | 38,487  | 38,144  | 76,63      |
| 4      | Margot Boer          | NED  | 38,511  | 38,365  | 76,87      |
| 5      | Sayuri Yoshii        | JPN  | 38,566  | 38,432  | 76,99      |
| 6      | Heather Richardson   | USA  | 38,698  | 38,477  | 77,17      |
| 7      | Zhang Shuang         | CHN  | 38,530  | 38,807  | 77,33      |
| 8      | Jin Peiyu            | CHN  | 38,686  | 38,771  | 77,45      |
| 9      | Ko Hyon-suk          | PRK  | 38.893  | 38,577  | 77,47      |
| 10     | Christine Nesbitt    | CAN  | 38,881  | 38,694  | 77,57      |
| 11     | Monique Angermüller  | GER  | 38,761  | 38,830  | 77,59      |
| 12     | Nao Kodaira          | JPN  | 38,835  | 38,797  | 77,63      |
| 13     | Xing Aihua           | CHN  | 38,792  | 38,849  | 77,64      |
| 14     | Shihomi Shinya       | JPN  | 38,964  | 38,765  | 77,72      |
| 15     | Thijsje Oenema       | NED  | 38,892  | 38,869  | 77,76      |
| 16     | Tomomi Okazaki       | JPN  | 38,971  | 39,060  | 78,03      |
| 17     | Elli Ochowicz        | USA  | 39,002  | 39,048  | 78,05      |
| 18     | Jekaterina Aydova    | KAZ  | 39,024  | 39,116  | 78,140     |
| 19     | Laurine van Riessen  | NED  | 39,302  | 38,845  | 78,147     |
| 20     | Olga Fatkoelina      | RUS  | 39,359  | 39,077  | 78,43      |
| 21     | Jennifer Rodriguez   | USA  | 39,182  | 29,281  | 78,46      |
| 22     | Svetlana Kajkan      | RUS  | 39,442  | 39,210  | 78,63      |
| 23     | Karolína Erbanová    | CZE  | 39,365  | 39,321  | 78,68      |
| 24     | Jekaterina Malysjeva | RUS  | 39,782  | 38,947  | 78,72      |
| 25     | Chiara Simionato     | ITA  | 39,480  | 39,285  | 78,76      |
| 26     | Lee Bo-ra            | KOR  | 39,396  | 39,406  | 78,80      |
| 27     | Shannon Rempel       | CAN  | 39,351  | 39,473  | 78,82      |
| 28     | Judith Hesse         | GER  | 39,357  | 39,486  | 78,84      |
| 29     | Sophie Muir          | AUS  | 39,649  | 39,400  | 79,04      |
| 30     | Lauren Cholewinski   | USA  | 39,514  | 39,587  | 79,10      |
| 31     | Ahn Jee-min          | KOR  | 39,595  | 39,549  | 79,14      |
| 32     | Oh Min-jee           | KOR  | 39,816  | 39,768  | 79,58      |
| 33     | Svetlana Radkevitsj  | BLR  | 39,899  | 39,854  | 79,753     |
| 34     | Anastasia Bucsis     | CAN  | 39,879  | 39,876  | 79,755     |
| 35     | Annette Gerritsen    | NED  | 97,952  | 38,709  | 136.66     |
| DSQ    | Joelia Nemaja        | RUS  | 38,594  | 108.446 | 147.04     |

DSQ = gediskwalificeerd

### Loting 1e run
| Rit | Binnenbaan          | Buitenbaan           |
| --- | ------------------- | -------------------- |
| 1   | Anastasia Bucsis    | Oh Min-jee           |
| 2   | Ko Hyon-suk         | Svetlana Radkevitsj  |
| 3   | Sophie Muir         | Jennifer Rodriguez   |
| 4   | Chiara Simionato    | Lee Bo-ra            |
| 5   | Lauren Cholewinski  | Ahn Jee-min          |
| 6   | Karolína Erbanová   | Jekaterina Aydova    |
| 7   | Monique Angermüller | Shannon Rempel       |
| 8   | Svetlana Kajkan     | Judith Hesse         |
| 9   | Jin Peiyu           | Jekaterina Malysjeva |
| 10  | Olga Fatkoelina     | Laurine van Riessen  |
| 11  | Elli Ochowicz       | Christine Nesbitt    |
| 12  | Tomomi Okazaki      | Zhang Shuang         |
| 13  | Thijsje Oenema      | Xing Aihua           |
| 14  | Heather Richardson  | Shihomi Shinya       |
| 15  | Sayuri Yoshii       | Wang Beixing         |
| 16  | Nao Kodaira         | Annette Gerritsen    |
| 17  | Jenny Wolf          | Lee Sang-hwa         |
| 18  | Margot Boer         | Joelia Nemaja        |

### Ritindeling 2e run
| Rit | Binnenbaan           | Buitenbaan          |
| --- | -------------------- | ------------------- |
| 1   | Annette Gerritsen    | Anastasia Bucsis    |
| 2   | Svetlana Radkevitsj  | Sophie Muir         |
| 3   | Oh Min-jee           | Lauren Cholewinski  |
| 4   | Jekaterina Malysjeva | Chiara Simionato    |
| 5   | Ahn Jee-min          | Svetlana Kajkan     |
| 6   | Lee Bo-ra            | Karolína Erbanová   |
| 7   | Judith Hesse         | Olga Fatkoelina     |
| 8   | Shannon Rempel       | Elli Ochowicz       |
| 9   | Laurine van Riessen  | Tomomi Okazaki      |
| 10  | Jennifer Rodriguez   | Ko Hyon-suk         |
| 11  | Jekaterina Aydova    | Thijsje Oenema      |
| 12  | Shihomi Shinya       | Nao Kodaira         |
| 13  | Christine Nesbitt    | Monique Angermüller |
| 14  | Xing Aihua           | Heather Richardson  |
| 15  | Joelia Nemaja        | Jin Peiyu           |
| 16  | Zhang Shuang         | Sayuri Yoshii       |
| 17  | Wang Beixing         | Margot Boer         |
| 18  | Lee Sang-hwa         | Jenny Wolf          |

1932 (d.) · 
1960 · 
1964 · 
1968 · 
1972 · 
1976 · 
1980 · 
1984 · 
1988 · 
1992 · 
1994 · 
1998 · 
2002 · 
2006 · 
2010 · 
2014 · 
2018 ·
2022